# Munger
Munger (o Monghyr) è una suddivisione dell'India, classificata come municipality, di 187.311 abitanti, capoluogo del distretto di Munger e della divisione di Munger, nello stato federato del Bihar. In base al numero di abitanti la città rientra nella classe I (da 100.000 persone in su).

## Geografia fisica
La città è situata a 25° 22' 60 N e 86° 28' 0 E e ha un'altitudine di 42 m s.l.m..

## Società

### Evoluzione demografica
Al censimento del 2001 la popolazione di Munger assommava a 187.311 persone, delle quali 100.374 maschi e 86.937 femmine. I bambini di età inferiore o uguale ai sei anni assommavano a 28.076, dei quali 14.529 maschi e 13.547 femmine. Infine, coloro che erano in grado di saper almeno leggere e scrivere erano 120.123, dei quali 70.603 maschi e 49.520 femmine..